# Catallarchie
Catallarchie se rapporte à l'idéologie politique visant à laisser s'appliquer la catallaxie à l'organisation de la société tout entière : l'idée est que la société humaine, en tant que système dynamique, est capable de s'organiser spontanément sans intervention directe, par phénomène d'émergence, de la même façon qu'une économie de marché libre parvient à définir des prix.
L'apparition spontanée d'ordre ainsi que la forme de cet ordre dans une société humaine découlerait directement des principes qui déterminent l'action humaine individuelle (tels que décrits par la praxéologie), et permettrait de parvenir à une forme d'organisation humaine supposée capable de plus que ce que prévoit la simple extrapolation des capacités d'un seul être humain, multipliée par la population totale de la société humaine, de la même façon que des fourmis, en suivant des mécanismes comportementaux simples, parviennent à constituer collectivement un système dynamique stable, capable d'initiative et doué de capacités cognitives que n'ont pas les individus qui le composent.
De manière plus pragmatique, la catallarchie correspond non pas à un type donné d'organisation mais à une succession d'organisations différentes s'adaptant à la situation, en particulier à la complexité de la société. Un autre facteur pouvant déclencher l'auto-organisation humaine complète serait le progrès technique, sous la forme par exemple du développement des armes jusqu'à un point extrême permettant à n'importe qui de détruire la planète entière, ou du développement de techniques de transport impossibles à réguler; en cela le catallarchisme peut se rapprocher du transhumanisme. Il a été avancé que l'Internet, en réduisant les coûts de transaction pour un grand nombre d'échanges de toutes sortes, pourrait être un de ces déclencheurs technologiques.

## Catallarchie et anarchie
La caractéristique qui distingue cette idéologie de l'anarcho-capitalisme est qu'elle refuse tout dogme fondateur comme le droit naturel ou la propriété privée. La catallarchie n'est pas une forme d'anarchie car l'auto-organisation de la société ne contredit pas explicitement l'apparition spontanée de structures étatiques, par contre certaines formes d'anarchie, comme l'anarcho-capitalisme, pourraient être catallactiques.

## Origine
Le mot catallarchie vient du verbe grec « katallassein » (ou « katallatein ») qui signifie « échanger », mais aussi « accueillir » et « convertir un ennemi en ami ». Son utilisation en politique vient de l'utilisation du terme « catallactique » par les économistes Ludwig von Mises et Friedrich Hayek pour définir les mécanismes des économies de marché libre.
Le terme de « catallarchie » appliquant le mécanisme à la société tout entière aurait été pour la première fois utilisé par Patri Friedman, petit-fils de Milton Friedman.

## Critique
La catallarchie peut être qualifiée d'utopiste par d'éventuels détracteurs. Il peut par exemple être avancé que la société humaine, et la majorité des individus qui la composent, n'est pas actuellement assez développée pour permettre son auto-organisation en un système plus efficace: l'humanité n'aurait pas encore atteint le seuil critique d'auto-organisation et serait encore en phase de percolation. À cause de cela les modifications spontanées de la structure de la société mèneraient alors à des systèmes moins efficaces, voire un retour à des structures organisées par l'intervention humaine directe.